# 那森达赖
那森达赖（1869年—1932年），蒙古族，伊克昭盟鄂尔多斯左翼前旗（今内蒙古自治区鄂尔多斯市准格尔旗）安定壕村人，中华民国初期内蒙古执政王公。

## 生平
那森达赖出身台吉。曾任鄂尔多斯左翼前旗（俗称准格尔旗）衙门笔帖式、管旗章京（加克尔齐），后来升任协理。在珊济密都布担任扎萨克期间，那森达赖独掌准格尔旗旗政。任内，他曾派军追剿河套的惯匪刘三、四林子等人。记名扎萨克赛春嘎与那森达赖争权，乃被那森达赖以勾结土匪的罪名处决。阿勒腾扎布本来可以递升准格尔旗西协理，那森达赖却将西协理的职位交给自己第二个儿子奇子俊，并派兵夜袭阿勒腾扎布。
中华民国初年，那森达赖赞成共和，反对帝制，并且反对民族分裂。那森达赖曾经和伊克昭盟各旗王公发表公开声明，反对外蒙古第八世哲布尊丹巴呼图克图引诱内蒙古王公从中国分裂出去。那森达赖在内蒙古王公绥远会议上带头抛弃了顶戴花翎，并剪掉辫子，象征着同清朝决裂。那森达赖出资建设了沙圪堵、纳林等小镇，并支持儿子奇子俊创办新式学校“同仁学校”。
1932年2月9日，那森达赖被奇寿山等枪杀。